# Holzhafen Duisburg

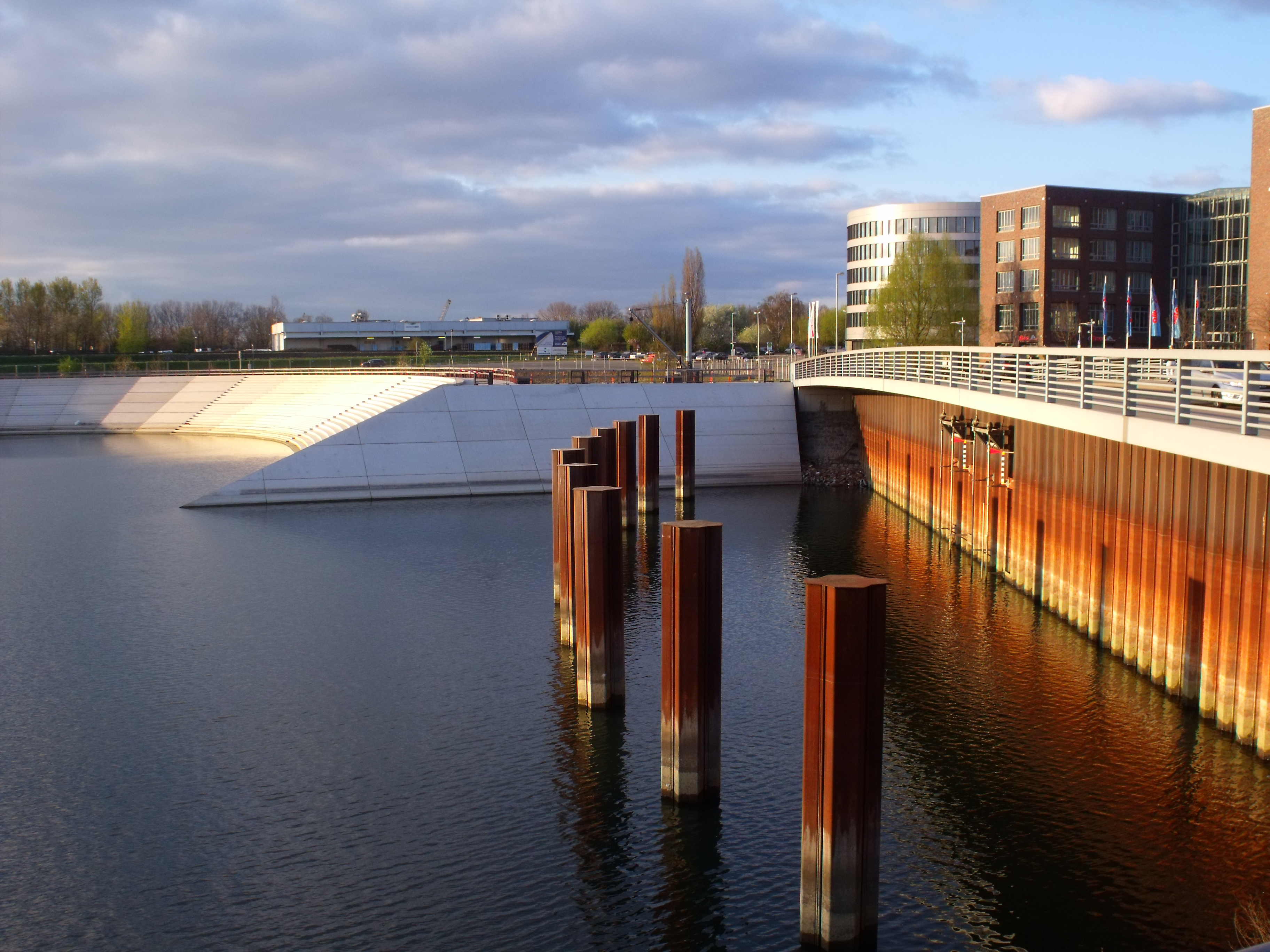
Blick vom Portsmouth Damm, im Vordergrund die Dalbenreihe zum Schutz vor Schiffsanprall

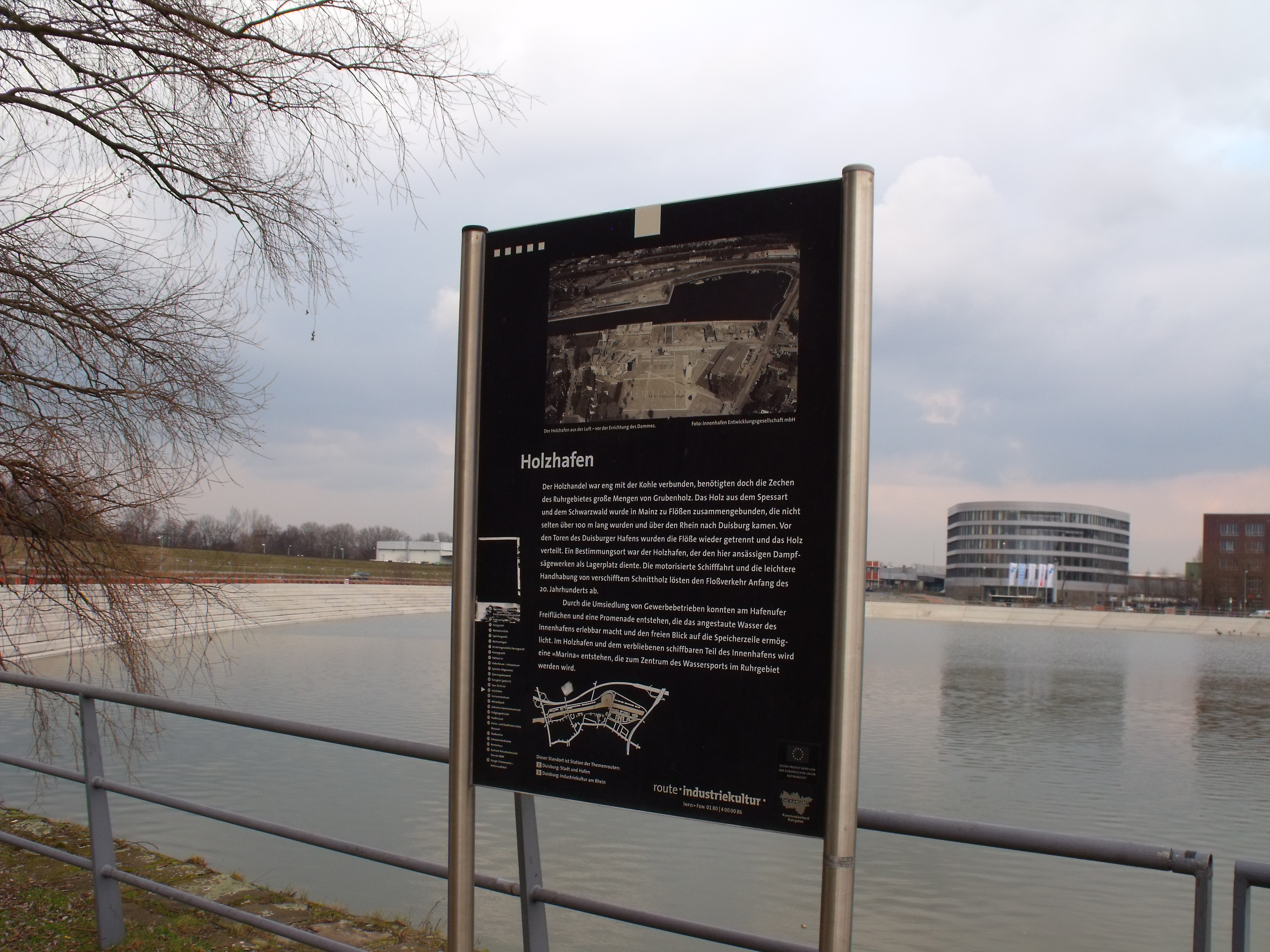
Holzhafen mit Informationstafel

Der Holzhafen in Duisburg ist ein Schiffswendeplatz im Innenhafen zwischen der Marina und dem Portsmouth Damm. Er entstand 1889 bis 1893 durch den Ausbau des Hafenbeckens und wurde ursprünglich als Sammelplatz für die Holzflößerei genutzt.
Bereits vor dem Aufschwung der Eisenbahnen verdienten sich die Kohlenhändler mit Holztransporten auf den leer zurückkehrenden Schiffen etwas dazu. Nach dem Rückgang der Kohlentransporte wurde auch die Hafenauslastung geringer, sodass der „Rhein-RuhrCanal-Actien-Verein“ ab 1869 sich nach anderen Verdienstmöglichkeiten für den Hafen umsah. In der Nähe lagen die Sägemühlen der drei Unternehmen August Nieten, Matthias Rosendahl und H. H. Elshorst. 1870 siedeln sich zwei weitere große Holzunternehmen, Albert Maasen und Brügmann & Sohn mit modernen Dampfsägemühlen an. Dazu war mit dem Aushub aus dem Hafenbecken eine hochwassersichere Fläche in der Höhe des Springwalls angelegt worden. 
1891 brannte das gesamte darauf befindliche Holzlager ab und wurde bis 1893 mit einem modernen Stammholz-Aufzug, Dampfsägemühle und Hobelwerk neu errichtet. Zeitgleich nahm das Unternehmen Floßbach & Co sein auf der anderen Seite liegendes Hobelwerk in Betrieb. Beide Werke wurden in die Erweiterung des Innenhafens integriert, der Holzhafen war gegründet.
Das dort verarbeitete Rundholz kam hauptsächlich aus dem Spessart und dem Schwarzwald auf dem Rhein nach Duisburg in Flößen, die mehrere hundert Meter lang sein konnten. Duisburg wurde so zur Drehscheibe des Holzhandels.
Heute wird der Holzhafen nur noch als Schiffswendeplatz genutzt. An seinem Ufer wurde eine Stufenpromenade mit insgesamt 18.000 m² Fläche erstellt. Nach den Plänen von Structurelab soll hier der Büro- und Dienstleistungskomplex Eurogate Duisburg entstehen.
Da das Hafenbecken mit rückgekühltem Wasser gespeist wird, ist es auch ein ergiebiger und bekannter Angelplatz, ähnlich dem Eisenbahnbassin in Duisburg-Ruhrort.